# 伊勢神明社 (静岡市)

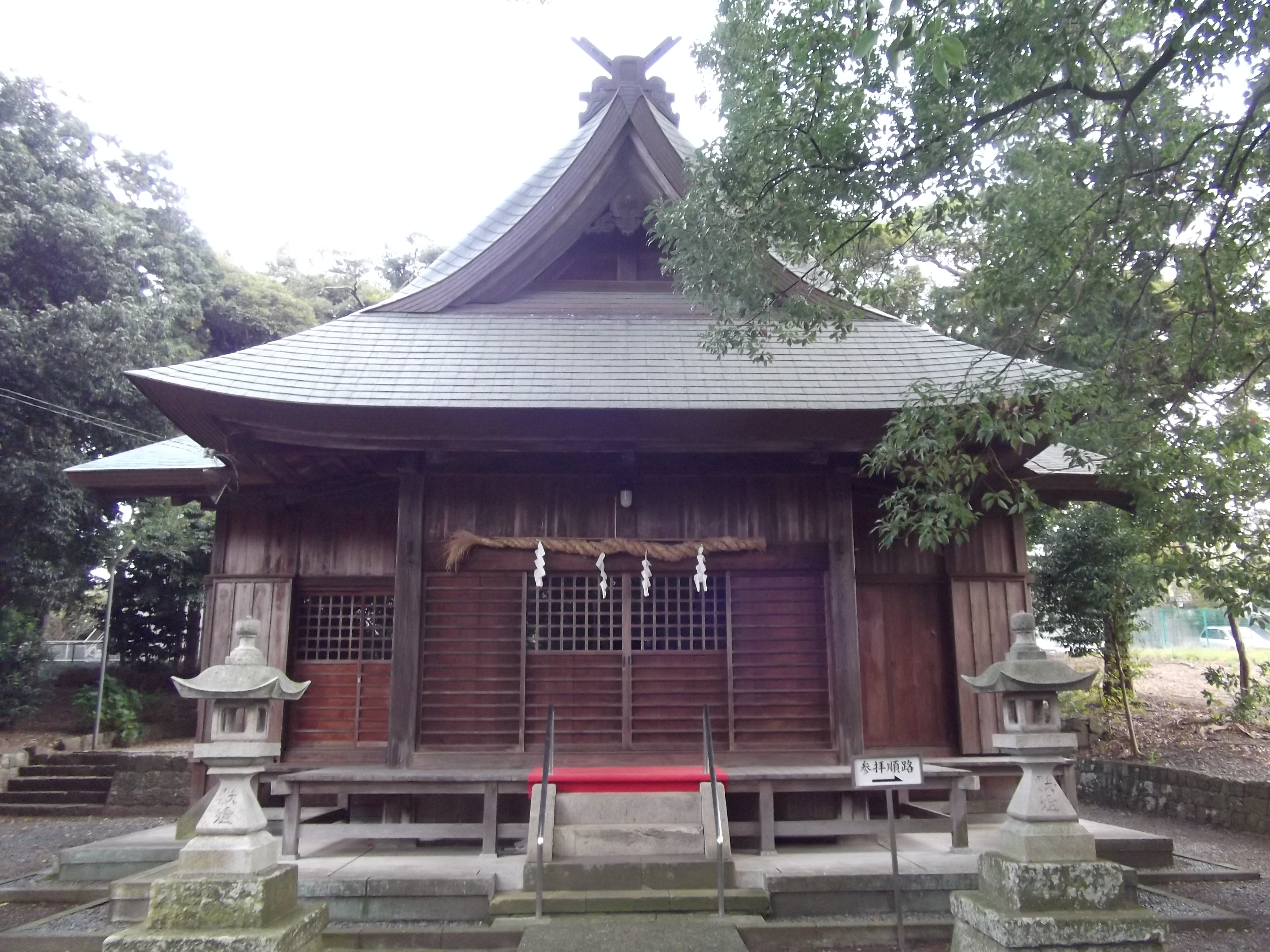
拝殿

伊勢神明社（いせしんめいしゃ）は、静岡県静岡市駿河区小鹿本村にある神社である。

## 祭神
天照大神を主祭神に、伊邪那美命・速玉男命・黄泉事解男命を配祀する。

## 由緒
文禄元年（1592年）の創祀と伝える。

## 文化財
小鹿神明社のクス（伊勢神明社の大クス）
樹齢、伝1500年（平成19年現在）、幹周11m、樹高30mに及ぶクスノキで、同種としては最大級の大きさであり、周囲が住宅地となった現在も樹勢衰えず神社の神域を守っている。元亀・天正の頃（16世紀末）には既に大木で、神木として崇められていたという。昭和52年（1977年）3月18日に静岡県から天然記念物に指定された。

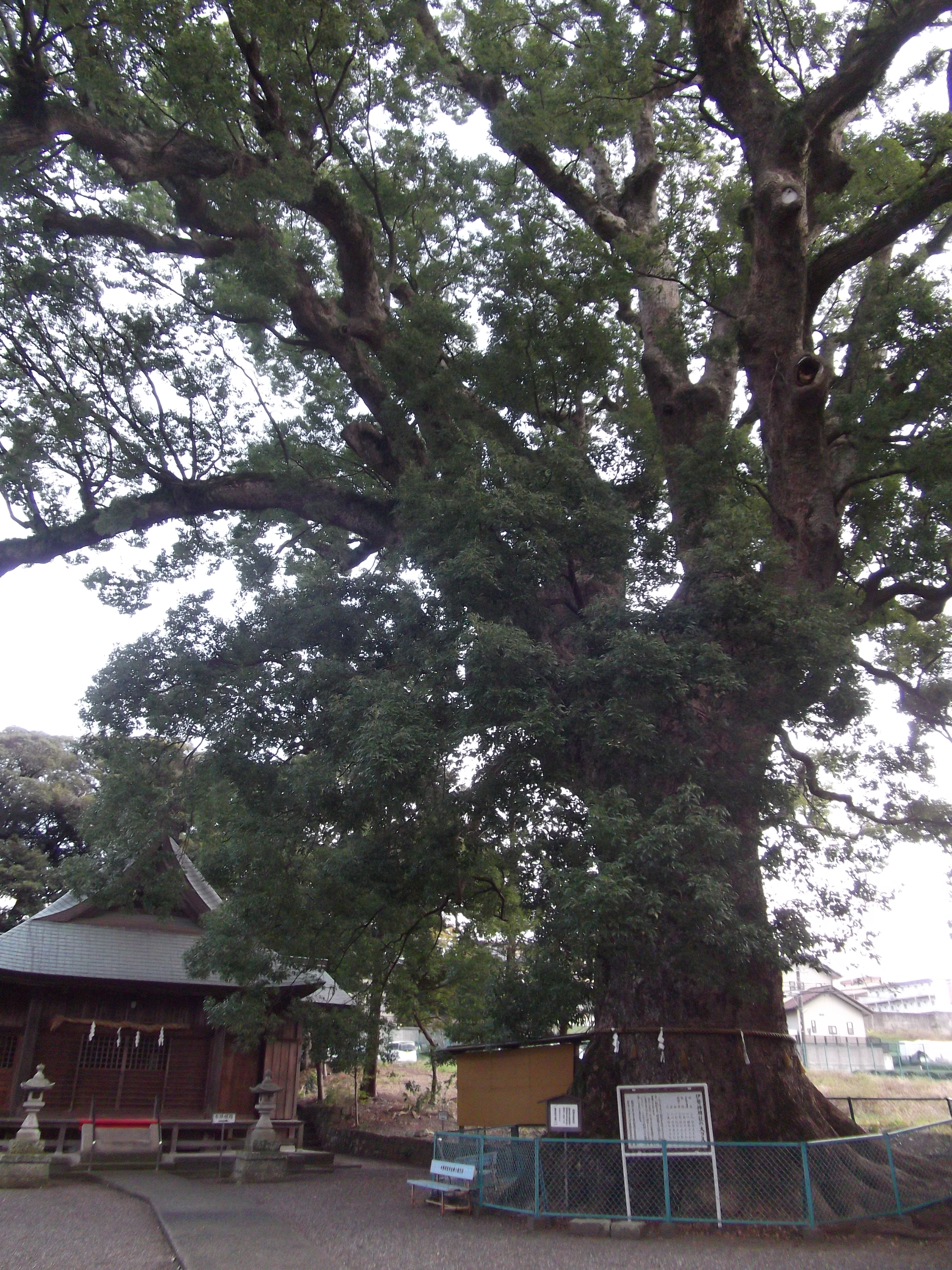
小鹿神明社のクス（伊勢神明社の大クス）

## 交通アクセス
- しずてつジャストライン大谷線・静岡大学行き。静岡駅から約20分。